# Stávies
Stávies, en grec moderne : Στάβιες, est un village du dème de Gortyne, dans le district régional de Héraklion, de la Crète, en Grèce. Selon le recensement de 2001, la population de Stávies compte 719 habitants.
Le village est situé à une altitude de 240 mètres et à une distance de 60,4 km de Héraklion.
Dans le recensement vénitien, de 1583, par Castrofilaca, le village est mentionné en tant que Tavies avec 206 habitants.